# Benjamin Schumacher
Benjamin Schumacher es un físico teórico estadounidense, que trabaja principalmente en el campo de la teoría de la información cuántica.
Descubrió una vía para interpretar los estados del cuanto como información. Discurrió una manera de comprimir la información en un estado, y almacenar la información en un número más reducido de estados. Este método, conocido como compresión de Schumacher, constituye el equivalente cuántico del teorema de codificación sin ruido de Shannon e impulsa el inicio de un nuevo campo: la teoría de la información cuántica.
También se atribuye a Schumacher, en conjunto con William Wootters del Williams College, la invención del término «qubit» que, en la computación cuántica, es un concepto análogo al «bit» de la computación tradicional.
Es autor de Physics in Spacetime, un libro de texto acerca de la relatividad especial, y también es profesor del Kenyon College, una institución académica de pregrado (liberal arts college) en la zona rural de Ohio. Impartió los seminarios de Quantum Mechanics: The Physics of the Microscopic World  («Mecánica cuántica: La física del mundo microscópico») publicados por el programa The Teaching Company.
Schumacher obtuvo en 1982 el grado académico de bachiller (Bachelor of Arts) en el Hendrix College y en 1990 el de doctor en física teórica (Ph.D. in physics (theory)) en la Universidad de Texas en Austin.

## Publicaciones sobre investigaciones influyentes
- Schumacher, Benjamin (4 de enero de 1995). «Quantum coding». Physical Review A (American Physical Society (APS)) 51 (4): 2738-2747. ISSN 1050-2947. doi:10.1103/physreva.51.2738.